# We Built This City
«We Built This City» — песня американской рок-группы Starship, вышедшая 1 августа 1985 года в качестве лид-сингла с дебютного студийного альбома Knee Deep in the Hoopla (1985).
Сингл достиг первого места в Billboard Hot 100 и получил номинацию на премию Grammy Award.

## История
Песня с пятого места поднялась на первое в хит-параде США в ноябре 1985 года, пробыв на вершине две недели подряд.
В 1986 году «We Built This City» получила номинацию Grammy Award в категории За лучшее вокальное рок-исполнение дуэтом или группой (проиграв песне «Money for Nothing» группы Dire Straits).
Журнал Blender включил «We Built This City» в список самых худших песен The 50 Most Awesomely Bad Songs…Ever. Редактор Blender Craig Marks сказал о песне, что «она претендует на то, чтобы быть антикоммерческой, но от неё пахнет коммерциализмом 80-х в виде Arena rock. Это реальное отражение того, что практически убило рок-музыку в 80-е».
В 2011 году журнал Rolling Stone по опросу «The 10 Worst Songs of the 1980s» среди своих интернет-читателей назвал песню «We Built This City» худшей за все 1980-е годы. Причём, победа в этом сомнительном списке была самой большой за всю историю опросов читателей Rolling Stone Readers Poll".

## Чарты

### Еженедельные чарты
| Чарт (1985—1986)                             | Высшая позиция |
| -------------------------------------------- | -------------- |
| Австралия (ARIA)                             | 1              |
| Австрия (Ö3 Austria Top 40)                  | 21             |
| Бельгия (VRT Top 30 Flanders)                | 17             |
| Канада (RPM)                                 | 1              |
| ФРГ (GfK)                                    | 10             |
| Ирландия (IRMA)                              | 9              |
| Нидерланды (Dutch Top 40)                    | 21             |
| Новая Зеландия (Recorded Music NZ)           | 11             |
| ЮАР (Springbok Radio)                        | 1              |
| Швеция (Sverigetopplistan)                   | 4              |
| Швейцария (Schweizer Hitparade)              | 8              |
| Великобритания (The Official Charts Company) | 12             |
| США Billboard Hot 100                        | 1              |
| США Adult Contemporary (Billboard)           | 37             |

| Чарт (2014)                                  | Высшая позиция |
| -------------------------------------------- | -------------- |
| Великобритания (The Official Charts Company) | 25             |

## Версия LadBaby
В декабре 2018 года английский блогер LadBaby (настоящее имя Mark Ian Hoyle) записал комедийную версию песни с упором на тему Сосиска в тесте (рефрен звучал как «We Built This City on Sausage Rolls») в качестве благотворительной акции в пользу The Trussell Trust. Сингл дебютировал на первом месте британском хит-параде UK Singles Chart, опередив хиты двух американских певиц («Sweet but Psycho» Эйвы Макс и «Thank U, Next» Арианы Гранде) в борьбе за престижный рождественский чарттоппер 2018 года.

### Еженедельные чарты
| Чарт (2018)                          | Высшая позиция |
| ------------------------------------ | -------------- |
| Australia Digital Track Chart (ARIA) | 31             |
| Шотландия (OCC Scotland)             | 1              |
| Великобритания (OCC UK Singles)      | 1              |
| США Hot Rock Songs (Billboard)       | 47             |